# Финское общество наук и литературы
Финское общество наук и литературы, или Финское научное общество (фин. Suomen Tiedeseura, швед. Finska Vetenskaps-Societeten), — финское научное общество, занятое естественными, общественными и гуманитарными науками. Офис находится в Хельсинки.
Финское общество наук и литературы было основано в 1838 году и является старейшей из 4 национальных академий, входящих в систему Академия Финляндии. Деятельность в нём происходит на шведском и финском языках, в отличие от финноязычной Финской академии науки и литературы.
Всего в общество входит 120 полноправных членов из Финляндии (не считая достигших 67 лет, после чего человек сохраняет членские права, но его на его позицию избирается новый член) и 120 иностранных членов. Академия разделена на 4 отделения: I — математика и физика, II — биология, III — гуманитарные науки, IV — общественные науки.